# Unione Sportiva Anconitana-Bianchi 1933-1934
Questa pagina raccoglie i dati riguardanti l'Unione Sportiva Anconitana-Bianchi nelle competizioni ufficiali della stagione 1933-1934.

## Rosa
| N. |                   | Ruolo | Calciatore           |
| -- | ----------------- | ----- | -------------------- |
|    | Italia (bandiera) | C     | Italo Agnelli        |
|    | Italia (bandiera) | A     | Fortunato Baldinotti |
|    | Italia (bandiera) | C     | Francesco Baldoni    |
|    | Italia (bandiera) | P     | Alfredo Bodoira      |
|    | Italia (bandiera) | C     | Alfeo Capodagli      |
|    | Italia (bandiera) | A     | Guido Corbelli       |
|    | Italia (bandiera) | D     | Remo Crescini        |
|    | Italia (bandiera) | C     | Remo Giampieri       |
|    | Italia (bandiera) | D     | Romolo Marinari      |

| N. |                   | Ruolo | Calciatore           |
| -- | ----------------- | ----- | -------------------- |
|    | Italia (bandiera) | P     | Meneghini            |
|    | Italia (bandiera) | C     | Umberto Mondaini     |
|    | Italia (bandiera) | D     | Mario Mosconi        |
|    | Italia (bandiera) | D     | Alberto Radice (II)  |
|    | Italia (bandiera) | A     | Renato Sabbatini     |
|    | Italia (bandiera) | D     | Mario Signoretto     |
|    | Italia (bandiera) | A     | Corrado Silvestrelli |
|    | Italia (bandiera) | C     | Luigi Taccini        |